# Boris Alekseevič Buneev
Boris Alekseevič Buneev (Mosca, 11 agosto 1921 – Kamenka, 29 agosto 2015) è stato un regista cinematografico sovietico.

## Filmografia (parziale)

### Regista
- V stepi (1951)
- Tainstvennaja nachodka (1953)
- Za vlast' Sovetov (1956)
- Konec sveta (1962)
- Staryj dom (1969)
- Derevnja Utka (1976)
- Esploratori della grande taiga (1977)